# (174567) Варда
(174567) Варда (лат. Varda) — транснептуновый объект с абсолютной звёздной величиной 3,8m. На данный момент объект имеет статус кандидата в карликовые планеты. Открыт 21 июня 2003 года Джеффри Ларсеном по проекту Spacewatch. После обнаружения 2003 MW12 был найден на архивных снимках 68 раз, начиная с 1980 года.
16 января 2014 года объекту присвоено имя Варда — в честь одной из владычиц валар в легендариуме Дж. Р. Р. Толкина.
Объект находится на расстоянии 47,8 а.е. (≈7,17 млрд км) от Солнца. Ближайшее прохождение перигелия произойдёт примерно в ноябре 2096 года. По данным М. Брауна, диаметр объекта составляет 684 км при альбедо 13 %. Покрытие звезды астероидом Варда 10 сентября 2018 года позволило оценить экваториальный радиус в 373±8 км, а геометрическое альбедо — в 0,097±0,004 при визуальной абсолютной величине HV=3,81±0,01m. В зависимости от сплющенности Варды, её средняя плотность (ρ) оценивается в 1,52±0,05 и 1,25±0,04 г/см³.

## Спутник
В 2011 году появилось сообщение о наличии у Варды на расстоянии 4200 км спутника диаметром, предположительно составляющим 51 % диаметра основного тела (около 376 км). Компаньон S/2009 (2003 MW12) 1 был обнаружен ещё 26 апреля 2009 года. Одновременно с присвоением имени Варде спутник также получил своё имя — Ильмарэ (англ. Varda I Ilmarë) — в честь помощницы (майар) Варды.